# مارك ويلسون جونز
مارك ويلسون جونز (بالإنجليزية: Mark Wilson Jones)‏ هو باحث أمريكي، ولد في 1956.